# Alphomelon luciarosae
Alphomelon luciarosae (лат.) — вид мелких наездников-браконид рода Alphomelon из подсемейства Microgastrinae (Braconidae, Ichneumonoidea). Видовое название luciarosae дано в честь Lucia Rosae за её десятилетия совместной работы в группе паратаксономистов Área de Conservación Guanacaste (ACG, Коста-Рика).

## Распространение
Неотропика (Бразилия, Коста-Рика).

## Описание
Паразитические наездники крупных для микрогастерин размеров. Длина тела 3,8 мм, длина переднего крыла 3,8 мм. Основная окраска чёрная со светлыми желтоватыми отметинами. От близких таксонов отличается следующими признаками: тергит Т2 сравнительно узкий, примерно такой же ширины, как и Т1; тергит Т2 субквадратный (его ширина по заднему краю чуть меньше 2,50× его центральной длины, а ширина Т2 по заднему краю меньше 1,20× ширины Т2 по переднему краю); белое пятно на щеке не доходит до наличника (хотя на наличнике есть два небольших бледно-коричневых пятна); заднее крыло с жилкой cu-a более или менее прямой; коготки лапок с тремя или четырьмя шипами. Паразитируют на гусеницах бабочек-толстоголовок (Hesperiidae): Ebusus ebusus. Яйцеклад примерно равен по длине задней голени; проподеум морщинистый; первый тергит брюшка немного длиннее своей ширины; второй тергит много шире первого и короче третьего тергита. Жгутик усика 16-члениковый. Нижнечелюстные щупики 5-члениковые, нижнегубные щупики состоят из 3 сегментов. Дыхальца первого брюшного тергита находятся на латеротергитах.